# Boeing Model 6D
Dimensions
Le Boeing Model 6D (aussi connu comme étant le Boeing B-1D) était un hydravion biplan américain construit par Boeing en 1928 et 1929.

## Développement
Le Model 6D est la continuité du Boeing Model 6, mais la seule similitude, c'est qu'ils sont tous les deux des hydravions biplans à hélice propulsive. Le 6D a été conçu en 1928 et 2 avions ont été construits entre mai 1928 et avril 1929. La coque rectangulaire du 6D a été construite en bois avec des longerons en bois. Les ailes sont celles du modèle 40 raccourcies. Le moteur et l'hélice en bois sont montés sur la face inférieure de l'aile supérieure.